# Ала ад-Дін-шах
Ала ад-Дін-шах (д/н — 1355) — 3-й султан Кашміру в 1344—1355 роках.

## Життєпис
Походив з династії Сваті. Син Шах Міра, міністра при магараджі Сухадеві. При народженні звався Алішер. Досвід державної служби здобув за часів панування магараджи Удаянадеви і магарані Котадеви. Був намісником області Марадж.
Піднесення відбулося 1339 року після захоплення батьком влади в Кашмірі. 1342 року після смерті батька владу спадкував старший брат Джамшид-шах. Вже у 1343 році підняв заколот в Авантіпурі. Звідси рушив на Срінагар. Біля Дівасару завдав поразки війську свого небожа, сина Джамшид-шаха. Згодом за підтримки міністра Лаксман Бхата повалив брата у 1344 році.
Прийняв тронне ім'я Ала ад-Дін-шах. Продовжив політику щодо адміністративного зміцнення султанату, розбудови комунікацій та господарства. Відбувається відродження раніше знелюднених міст. 1345 року вимушен був боротися з потужним паводком, викликаний рясними дощами. Видав закон, що обмежував права вдів на спадок родини.
Сприяв заселенню місць, що постраждали під час набігів монголів. Доклав зусиль для розвитку міста Андаркот, що прикрасив чудовими будівлями. Поблизу Срінагара звів резиденцію Алааддінпур.
Помер 1355 року. Йому спадкував син Шахаб ад-Дін-шах.